# Efimeris

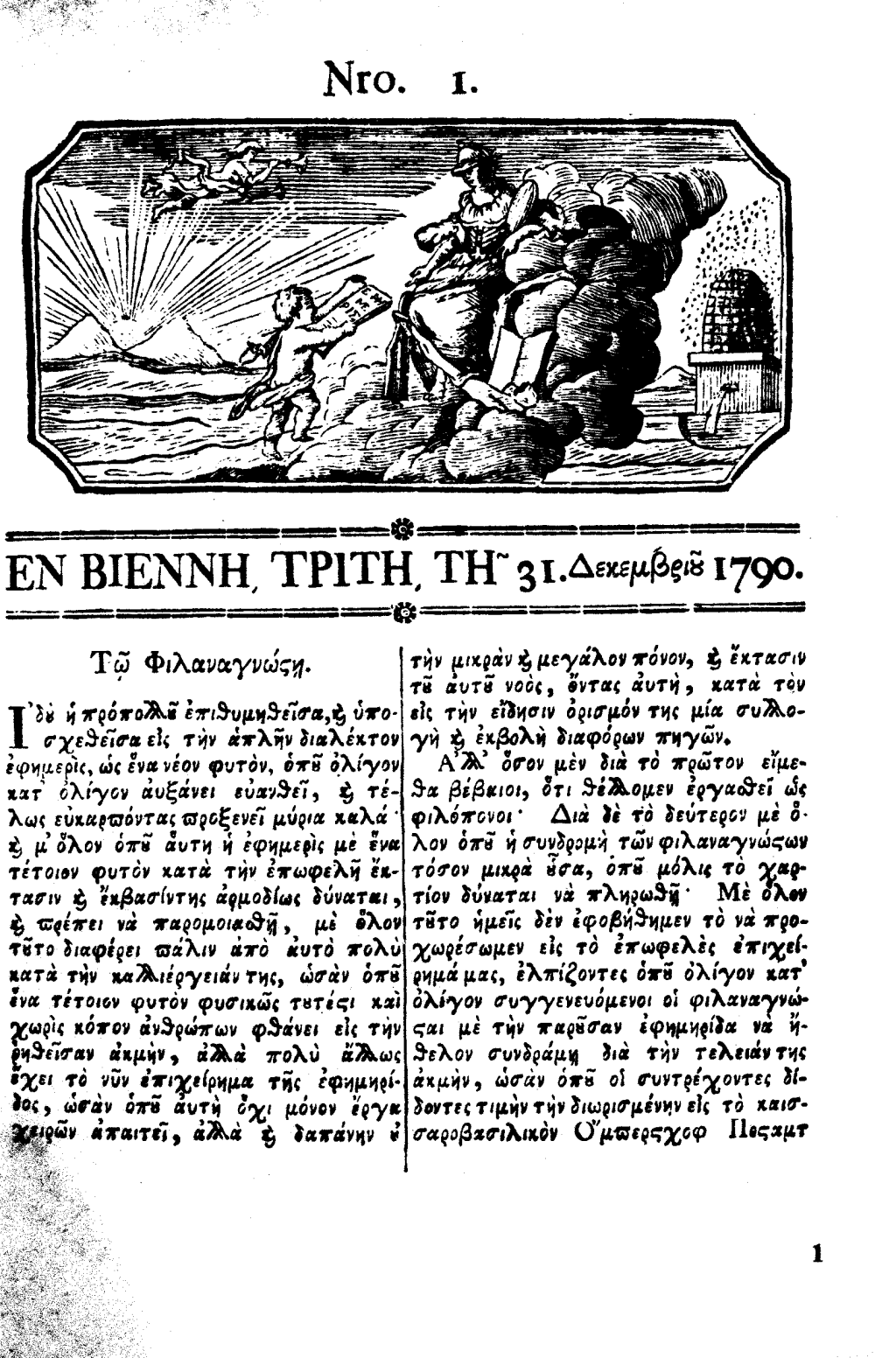
A página de título da edição de Efimeris de terça-feira, 31 de dezembro de 1790 (calendário juliano) ou 11 de janeiro de 1791 (calendário gregoriano).

Efimeris (em grego:  Εφημερίς) foi um jornal de língua grega publicado em Viena de 1790 a 1797. É o jornal grego mais antigo cujas edições sobreviveram até hoje.

## História
Em 1790, os tipógrafos gregos Poulios Markidis-Pouliou e Georgios Markidis-Pouliou, de Siatista, começaram a publicar o jornal nas línguas grega, servo-croata ("Ilíria") e alemã, após negociar com sucesso uma licença das autoridades austríacas. Viena, a capital austríaca, era na época um importante centro comercial para os mercadores gregos. O jornal publicou a Declaração dos Direitos do Homem e do Cidadão em folhetins, além de diversas obras de Rigas Feraios. A circulação do jornal durou até 1797, quando Georgios Pouliou foi preso junto com Rigas Feraios por sua publicação de obras "revolucionárias e ímpias", e o jornal foi fechado em janeiro de 1798.
Muitas de suas edições originais podem ser vistas em várias bibliotecas públicas na Grécia e, em 2000, a Academia de Atenas reimprimiu uma edição completa do jornal.